# Policarpo Lopes de Leão
Policarpo Lopes de Leão (1814 — 1882) foi um político brasileiro.

## Vida
Foi presidente das províncias de São Paulo, de 17 de abril a 22 de outubro de 1860, e do Rio de Janeiro, de 14 de fevereiro de 1863 a 15 de fevereiro de 1864.